# Île Thurston
Pour les articles homonymes, voir Thurston.
L'île Thurston est une île côtière située dans la mer de Bellingshausen dans l'océan Pacifique, au sud-ouest de la péninsule Antarctique.

## Géographie
Elle mesure 215 km de long sur 90 km de large, pour une superficie totale de 15 700 km2. Elle est séparée de la terre d'Ellsworth par le détroit du Peacock. Elle est entièrement recouverte de glace.

## Histoire
L'île fut découverte lors d'un survol par avion le 27 février 1940 par le contre-amiral Richard E. Byrd qui lui donna le nom de W. Harris Thurston, fabricant de textile de New York et parrain de plusieurs expéditions en Antarctique.
D'abord considérée comme une péninsule du continent, elle ne fut reconnue comme île qu'en 1960.